# ミハイル1世 (キエフと全ルーシの府主教)
ミハイル1世（Михаил II , ? - ?）はキエフと全ルーシの府主教（在位：1130年-1146年）。ビザンツ出身。比較的後代に作成された年代記や文書では、10世紀にミハイルという名の府主教がいたとされるが、これは立証されておらず、ここでは12世紀のミハイルを1世とした。

## 経歴
コンスタンティノープルで叙聖された後、1130年夏にキエフに到着した。
1134年から1135年にかけて、諸公間紛争に巻き込まれ、投獄された。
1145年にはコンスタンティノープルにおり、それ以降、ルーシへの帰国を拒絶した。1146年8月のキエフ大公イジャスラフ2世の即位の時にはキエフにいなかった。このことがルーシ独自の新府主教の選出にいたる原因になった。